# 바그람 공군 기지
바그람 공군 기지(영어: Bagram Airfield, Bagram Air base, 페르시아어: میدان هوایی بگرام)는 아프가니스탄 파르반주 바그람(fr) 근처에 위치한 아프가니스탄 공군과 미국 공군이 공동 사용하는 공군 기지이다. 미국 공군의 기지 중 가장 규모가 크며, C-17 글로브마스터III이나 안토노프 An-225 등의 대형 항공기를 취급할 수 있는 활주로가 설치되어 있다.

## 운항 노선

### 화물 노선
| 항공사        | 목적지                         |
| ------------- | ------------------------------ |
| 코인 항공     | 두바이                         |
| 다알로 항공   | [ 1 ]                          |
| 칼리타 에어   | 바레인, 홍콩, 카라치, 푸자이라 |
| 내셔널 항공   | 두바이                         |
| 실크웨이 항공 | 바쿠                           |

## 같이 보기
- 다산 부대
- 동의 부대